# Дендропанакс трёхнадрезанный
Дендропанакс трёхнадрезанный, или японский (лат. Dendropanax trifidus) — вид растений рода Дендропанакс (Dendropanax) семейства Аралиевые (Araliaceae), распространённый в Японии и на Тайване.

## Описание

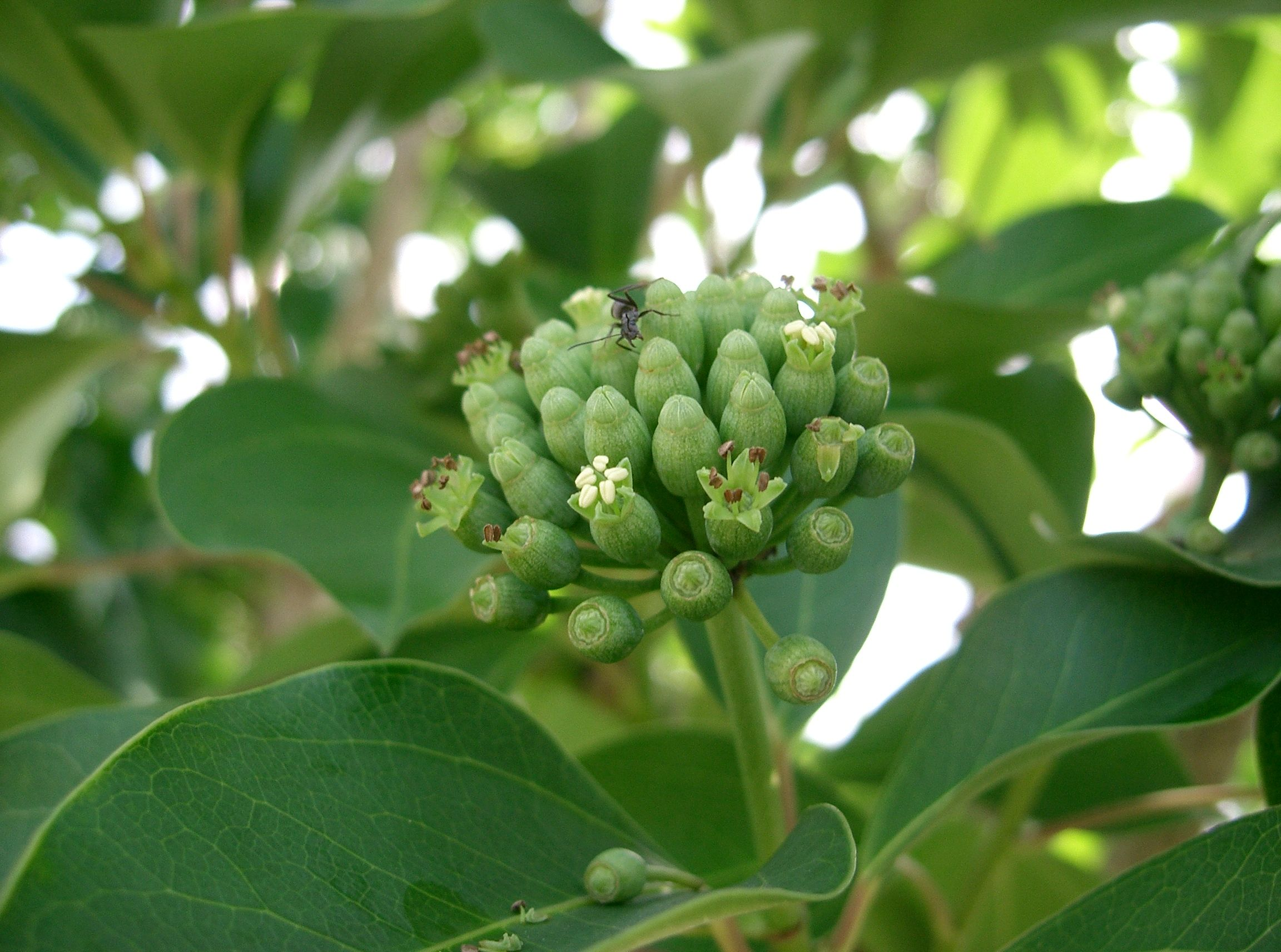
Соцветие

Вечнозелёный, неколючий, голый кустарник или деревцо, (2) 3—3,5 м высотой. Листья простые, очередные, эллиптические, широколанцетные, яйцевидные или ромбические, цельные или реже 2—3-лопастные, 5—12 (20) см длиной; черешок до 12 см длиной.
Цветки 5-мерные, собраны в одиночные конечные зонтики, около 2,5 см в диаметре; цветоножки без сочленения. Чашечка короткозубчатая. Венчик значительно длиннее чашечки; лепестки створчатые. Завязь 5-гнёздная, столбики отчасти срастаются в колонку, подстолбие выпуклое.
Плоды ягодообразные, эллипсоидальные, слабобороздчатые, около 8 мм длиной, экзокарп мясистый. Семена сжатые с боков, эндосперм гладкий.

## Хозяйственное значение и применение
Используется как декоративное растение.

## Таксономия
Синонимы
- Acer trifidum Thunb.basionym
- Aralia mitsde Siebold
- Dendropanax amamiensis (Masam.) Merr.
- Dendropanax iriomotensis (Masam.) Hatus. ex H.Hara
- Dendropanax japonicus (Jungh.) Seem.
- Fatsia mitsde (Siebold) de Vriese
- Gilibertia amamiensis Masam.
- Gilibertia iriomotensis Masam.
- Gilibertia japonica (Jungh.) Harms
- Gilibertia trifida (Thunb.) Makino
- Hedera japonica Jungh.
- Textoria amamiensis (Masam.) Nakai
- Textoria iriomotensis (Masam.) Hatus.
- Textoria japonica (Jungh.) Miq.
- Textoria trifida (Thunb.) Nakai ex Honda